# Lichtensteinia latifolia
Lichtensteinia latifolia är en flockblommig växtart som beskrevs av Christian Friedrich Frederik Ecklon och Carl Ludwig Philipp Zeyher. Lichtensteinia latifolia ingår i släktet Lichtensteinia och familjen flockblommiga växter. Inga underarter finns listade i Catalogue of Life.